# Rose rosse per il demonio
Rose rosse per il demonio (Demons of the Mind) è un film del 1972 diretto da Peter Sykes.

## Trama
Preoccupato della sanità mentale dei due figli, il barone Zorn manda a chiamare lo psicologo Falkberg. Nel frattempo una serie di brutali omicidi ha luogo nel villaggio vicino e un prete fomenta gli abitanti contro il barone, accusandolo dei delitti.

## Produzione
Il film, con un budget di 250.000 sterline, è basato sulla vita di Franz Mesmer.
Il titolo provvisorio del film era Blood Will Have Blood.
Le riprese hanno avuto luogo dal 16 agosto al settembre 1971.